# Berlin-Mitte
Mitte of Berlin-Mitte is een stadsdeel in het centrum van de Duitse hoofdstad Berlijn. Het vormt de kern van het gelijknamige stadsdistrict Mitte.
Het stadsdeel is het centrum van het voormalige Oost-Berlijn. De wijk heeft een groot aantal bezienswaardigheden, zoals de Alexanderplatz, de straat Unter den Linden en het Museumsinsel. Ook het uitgaanscentrum rond de Oranienburger Straße en de Hackescher Markt ligt in deze wijk. Tot 2001 vormde Mitte een eigen district, daarna fuseerde het met de districten Wedding en Tiergarten. Het fusiedisctrict werd ook Mitte genoemd. 
Het gebouw van de Nederlandse ambassade (ontworpen door Rem Koolhaas, opgeleverd in 2004) staat in Berlin-Mitte aan de Rolandufer langs de Spree, op loopafstand van het Duitse ministerie van Buitenlandse Zaken.
Berlin-Mitte grenst binnen het district Mitte aan de stadsdelen Gesundbrunnen, Wedding, Moabit, Tiergarten en verder aan de districten Pankow en Friedrichshain-Kreuzberg.

## Historische stadsdelen
Het stadsdeel Mitte ontstond in 1920. Op 1 oktober van dat jaar kwam Groot-Berlijn tot stand. Mitte gaat terug tot de historische dubbelsteden Berlin-Kölln en haar voorsteden. Sommige stadsdelen werden opgedeeld tussen Mitte en naburige districten. 
| | |
| Historische stadsdelen Legenda I - Alt-Berlin II - Alt-Kölln III - Friedrichswerder IV - Dorotheenstadt V - Friedrichstadt (reikt tot in Kreuzberg) XI - Luisenstadt (reikt tot in Kreuzberg) XII - Neu-Kölln XIII - Stralauer Vorstadt (reikt tot in Friedrichshain) XIV - Königsstadt (reikt tot in Prenzlauer Berg en Friedrichshain) XV - Spandauer Vorstadt XVI - Rosenthaler Vorstadt (reikt tot in Prenzlauer Berg en Gesundbrunnen) XVII - Oranienburger Vorstadt (reikt tot Wedding en Gesundbrunnen) XVIII - Friedrich-Wilhelm-Stadt | Huidige buurten in Berlin-Mitte Legenda 1 Altkölln met Museumsinsel (1a) en Fischerinsel (1b) 2 Alt-Berlin met Nikolaiviertel (2a) 3 Friedrichswerder 4 Neukölln am Wasser 5 Dorotheenstadt 6 Friedrichstadt 7 Luisenstadt 8 Stralauer Vorstadt (met Königsstadt) 9 Alexanderplatz (Königsstadt en Alt-Berlin) 10 Spandauer Vorstadt met Scheunenviertel (10a) 11 Friedrich-Wilhelm-Stadt 12 Oranienburger Vorstadt 13 Rosenthaler Vorstadt |

## Geschiedenis

### Noorden: Spandauer Vorstadt, Oranienburger Vorstadt en Rosenthaler Vorstadt
Het noorden van het district wordt nog steeds gekenmerkt door dichte vooroorlogse bebouwing. Vooral de Spandauer Vorstadt, Oranienburger Vorstadt en de Rosenthaler Vorstadt hebben sinds die Wende een sterk gentrificatieproces ondergaan. Momenteel zijn de meeste oude gebouwen in dit gebied gerenoveerd en wordt het gebied gekenmerkt door gastronomie en detailhandel.
De Oranienburger Straße is een populaire uitgaansbuurt met talloze bars en restaurants, terwijl het gebied rond de Rosenthaler Platz met Hackesche Höfe, Rosenthaler Straße, Weinmeister Straße en Neue-Schönhauser Straße wordt gekenmerkt door chique winkels.

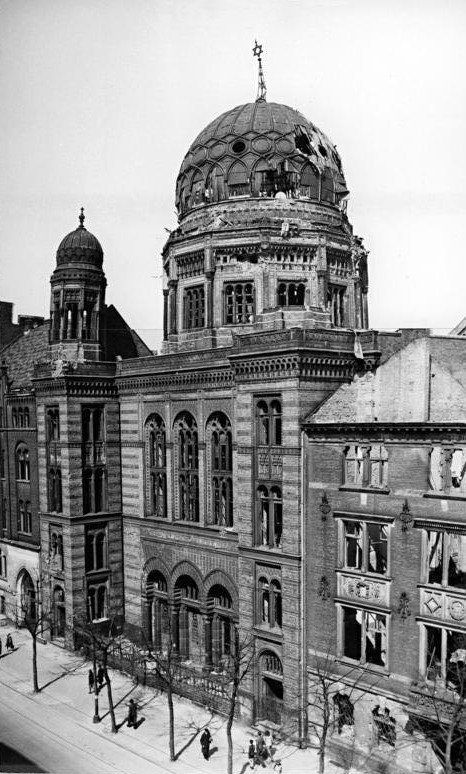
Nieuwe Synagoge met oorlogsschade in 1948

Voor de Holocaust woonden hier veel Joden, nadat Frederik Willem I in 1737 alle Joodse inwoners van Berlijn zonder eigen land opdroeg zich hier te vestigen. In de 19e eeuw arriveerden er Joodse immigranten uit Oost-Europa die hier een grote Joodse gemeenschap stichtten. Bijzonder opmerkelijk is de Nieuwe Synagoge uit 1866, die met zijn gouden koepel een opvallend oriëntatiepunt in de omgeving is. Tijdens de Kristallnacht, de bombardementen op Berlijn tijdens de Tweede Wereldoorlog en de daaropvolgende verwaarlozing door de DDR-regering (nauwelijks leden van de gemeenschap overleefden de Holocaust) werd het gebouw zwaar beschadigd, maar het werd gerestaureerd na de politieke omwenteling en heropend in 1995.
Voor de Tweede Wereldoorlog stond het slot Monbijou, de traditionele residentie van de Pruisische koninginnen, in de Spandauer Vorstadt. Na het einde van de monarchie werd er een Hohenzollern Museum in ondergebracht. Het paleis overleefde de oorlog met zware schade, maar werd niet herbouwd en werd in 1959 gesloopt om ideologische redenen op bevel van de Oost-Berlijnse magistraat.

### Oosten: Alt-Berlin, Alt-Kölln, Friedrichswerder, Königsstadt en Stralauer Vorstadt
Berlijn ontstond als de tweelingstad Berlijn-Kölln aan de Spree. Door het Stapelrecht moesten alle goederen die over de Spree werden vervoerd op de Berlijnse Molkenmarkt of de vismarkt van Kölln te koop worden aangeboden. De steden floreerden en waren ook lid van de Hanze.
De twee armen van de Spree zijn nu dicht bebouwd, met in het noorden het Museumsinsel met de Dom, de Lustgarten en de belangrijkste musea van de hoofdstad.
In het centrum stond vroeger het Berliner Stadtschloss dat na schade door de oorlog in 1950 op bevel van Walter Ulbricht gesloopt werd. In de plaats verrees in 1976 de Palast der Republik dat op zijn beurt gesloopt werd in 2009, waarna vanaf 2012 het oude slot heropgebouwd werd met historiserende gevel. Van binnen is de indeling niet dezelfde. 
In de Friedrichswerdersche Kirche was tot 2012 een Schinkelmuseum gevestigd. Door de bouw van verdere bouwprojecten in de directe omgeving van de kerk werden de fundamenten van het gebouw echter beschadigd, waardoor het museum moest worden gesloten en de beelden van Schinkel moesten worden verplaatst.
De Berliner Bauakademie, waarvan het gebouw ook door Karl-Friedrich Schinkel werd ontworpen, stond in de directe omgeving voordat het tijdens de Tweede Wereldoorlog werd verwoest. De wederopbouw van de Bauakademie is al lang gepland en zal in 2025 beginnen.
Op de oostelijke oever van de Spree, waar ooit het dichtbebouwde Alt-Berlin stond, strekt zich nu een groot plein met de Fernsehturm uit richting Alexanderplatz. Na de oorlog en de DDR-stedenbouw van de jaren 1950 en 1960 is van de oude gebouwen in de buurt alleen de Marienkirche overgebleven.
Vlak bij de Molkenmarkt ligt het Rotes Rathaus en het Nikolaiviertel met de oudste kerk van Berlijn. De wijk rond de Nikolaikirche werd tijdens de Tweede Wereldoorlog zwaar verwoest. In 1987, ter gelegenheid van de viering van het 750-jarig bestaan van Berlijn, werd hier een nieuwe woonwijk van prefabgebouwen en gereconstrueerde flatgebouwen gebouwd die de naam Nikolaiviertel kreeg.
Alt-Kölln leed als wijk relatief weinig schade tijdens de Tweede Wereldoorlog, maar de historische gebouwen werden in de naoorlogse jaren gesloopt door de DDR-regering. In de Brüderstraße werden geprefabriceerde flatgebouwen gebouwd en ten zuiden van de Gertraudenstraße werd de woonwijk Fischerinsel gebouwd, waarvan de hoogbouw vandaag de dag nog steeds kenmerkend is voor dit deel van het oude centrum.
Op de plaats van de Petruskerk, die in 1964 werd afgebroken, zou vanaf 2018 het House of One gebouwd worden, een gebedshuis drie van de belangrijkste religies ter wereld - het jodendom, het christendom en de islam - op gelijke voet verenigt als synagoge, kerk en moskee in één gebouw. De bouw liep echter vertraging op. 
In Königsstadt en Stralauer Vorstadt ten noorden en oosten van Alexanderplatz werden na de Tweede Wereldoorlog ook prefabwoonwijken gebouwd, waarvan sommige zich uitstrekken tot in de wijk Friedrichshain.

### Zuiden: Neu-Kölln en Luisenstadt
De zuidelijke wijken Luisenstadt en Neu-Kölln (ook bekend als Neukölln am Wasser) in Mitte werden ook zwaar verwoest tijdens de Tweede Wereldoorlog. Het zuidelijke deel van Luisenstadt werd na de vorming van Groot-Berlijn in 1920 onderdeel van het district Kreuzberg en lag na de deling van Duitsland dus in het voormalige West-Berlijn.
Het Märkisches Museum in Neu-Kölln vertelt het verhaal van de stad Berlijn. In het naburige Köllnischer Park bevindt zich de Bärenzwinger, waar sinds 1939 beren werden gehouden als de heraldische dieren van Berlijn. Sinds de dood van de laatste vrouwelijke beer Schnute in oktober 2015 is de kennel leeg.
Het deel van Luisenstadt rond Jannowitzbrücke, dat bij Mitte hoort, wordt gekenmerkt door de woonblokken van het Heinrich-Heine-Viertel en industrie. Aan het zuidelijke einde van de Heinrich-Heine-Straße was tijdens de deling van Duitsland een grensovergang naar de wijk Kreuzberg - in het voormalige West-Berlijn.
In Luisenstadt zijn sporadisch historische gebouwen bewaard gebleven. Het centrum van het symmetrische gebied is de St. Michaëlkerk, die tijdens de laatste oorlogsdagen zware schade opliep en als ruïne bewaard is gebleven. Het niet verwoeste koor wordt vandaag de dag nog steeds door de parochie als kerk gebruikt.
De Duitse hereniging heeft de symmetrie van het ensemble hersteld tussen de Wassertorplatz aan de West-Berlijnse kant en de Engelbecken aan de Oost-Berlijnse kant met de visuele as van de Luisenstädter Kanal tuinen naar de St. Michaëlkerk. 

### Westen: Dorotheenstadt, Friedrichstadt en Friedrich-Wilhelm-Stadt
In Dorotheenstadt, in het gebied rond de boulevard Unter den Linden, werden de meeste cultureel en historisch relevante gebouwen ten minste aan de buitenkant gerestaureerd tijdens het DDR-tijdperk. Een uitzondering is Pariser Platz, dat na de naoorlogse schoonmaak tot na de politieke omwenteling onbebouwd bleef. Afgezien van de Brandenburger Tor heeft geen enkel gebouw hier de oorlog overleefd.
In de directe omgeving van de Brandenburger Tor en niet ver van het gebied waar ooit Hitlers Neue Reichskanzlei stond, werd tot 2005 het Holocaustmonument  opgericht om de genocide op miljoenen Europese Joden door nazi-Duitsland te herdenken. 
In Friedrichstadt werd de Gendarmenmarkt, ooit gemodelleerd naar een Italiaans plein, in de jaren 1980 gerestaureerd nadat de ruïnes van het plein tientallen jaren verlaten hadden gelegen. Tijdens de SED-dictatuur werd het plein in 1950 omgedoopt tot Platz der Akademie, totdat het in 1991 na de Duitse hereniging zijn oude naam terugkreeg.
Veel straten in Friedrich-Wilhelm-Stadt bleven ook gespaard van de Tweede Wereldoorlog. Tot op de dag van vandaag zijn hier gevestigde instellingen gevestigd zoals de Charité, het Deutsches Theater, het Theater am Schiffbauerdamm en het Friedrichstadt-Palast.

## Verkeer
Sinds 1882 loopt de Stadtbahn door het gebied met stations Alexanderplatz en Friedrichstraße. Tot aan de hereniging was het station Friedrichstraße een grensstation tussen Oost- en West-Berlijn. Alle treinen hielden hier halt en werden gecontroleerd alvorens ze de Bondsrepubliek in reden.  De treinen van de ondergrondse noord-zuidtunnel stopten op het ondergrondse perron voor reizigers uit West-Berlijn om over te stappen op de metrolijn U6 en de S-Bahn richting het westen. Voor Oost-Berlijners en DDR-burgers zonder visum waren dit perron en het ondergrondse station niet toegankelijk. 
Sinds de politieke ommekeer rijdt de S-Bahn weer ononderbroken, en de treinen van de S-Bahn en U-Bahn stoppen weer op alle stations die tussen 1961 en 1990 gesloten waren. Naast de noord-zuid metrolijn U6 (Alt-Tegel-Alt-Mariendorf), loopt de U8 lijn onder Alexanderplatz, die ook bediend wordt door de U5 lijn (naar Hönow) en de U2 lijn (Ruhleben-Pankow). De stations van de U2-lijn worden samen met die van de U3 beschouwd als de mooiste metrostations van Berlijn, die respectievelijk in 1908 en 1913 werden geopend. De korte metrolijn U55 van het Hauptbahnhof naar het S+U-station Brandenburger Tor werd in 2009 geopend en reed tot 17 maart 2020. Aanvankelijk had deze lijn geen verbinding met de rest van het metronet. Op 4 december 2020 werd deze lijn samengevoegd met de U5.
| Stations van de Stadtbahn - Friedrichstraße - Hackescher Markt (tot 1992: Marx-Engels-Platz) - Alexanderplatz - Jannowitzbrücke | Stations van de Nord-Süd-Bahn - Nordbahnhof - Oranienburger Straße - Friedrichstraße - Brandenburger Tor (tot 2009: Unter den Linden) - Potsdamer Platz |

Metrostations lijn U2
- Rosa-Luxemburg-Platz
- Alexanderplatz
- Klosterstraße
- Märkisches Museum
- Spittelmarkt
- Hausvogteiplatz
- Stadtmitte
- Mohrenstraße
- Potsdamer Platz

Metrostations lijn U5
- Schillingstraße
- Alexanderplatz
- Rotes Rathaus
- Museumsinsel
- Unter den Linden
- Brandenburger Tor

Metrostations lijn U6
- Schwartzkopffstraße (tot 1991: Stadion der Weltjugend)
- Naturkundemuseum (tot 2009: Zinnowitzer Straße)
- Oranienburger Tor
- Friedrichstraße
- Unter den Linden
- Stadtmitte

Metrostations lijn U8
- Bernauer Straße
- Rosenthaler Platz
- Weinmeisterstraße
- Alexanderplatz
- Jannowitzbrücke
- Heinrich-Heine-Straße

## Sport
SV Blau Weiss Berolina Mitte 49 is de plaatselijke voetbalclub die speelt op de Sportplatz Auguststraße.
Gesundbrunnen ·
Hansaviertel ·
Mitte ·
Moabit ·
Tiergarten ·
Wedding